# Kościół Imienia Maryi w Poznaniu

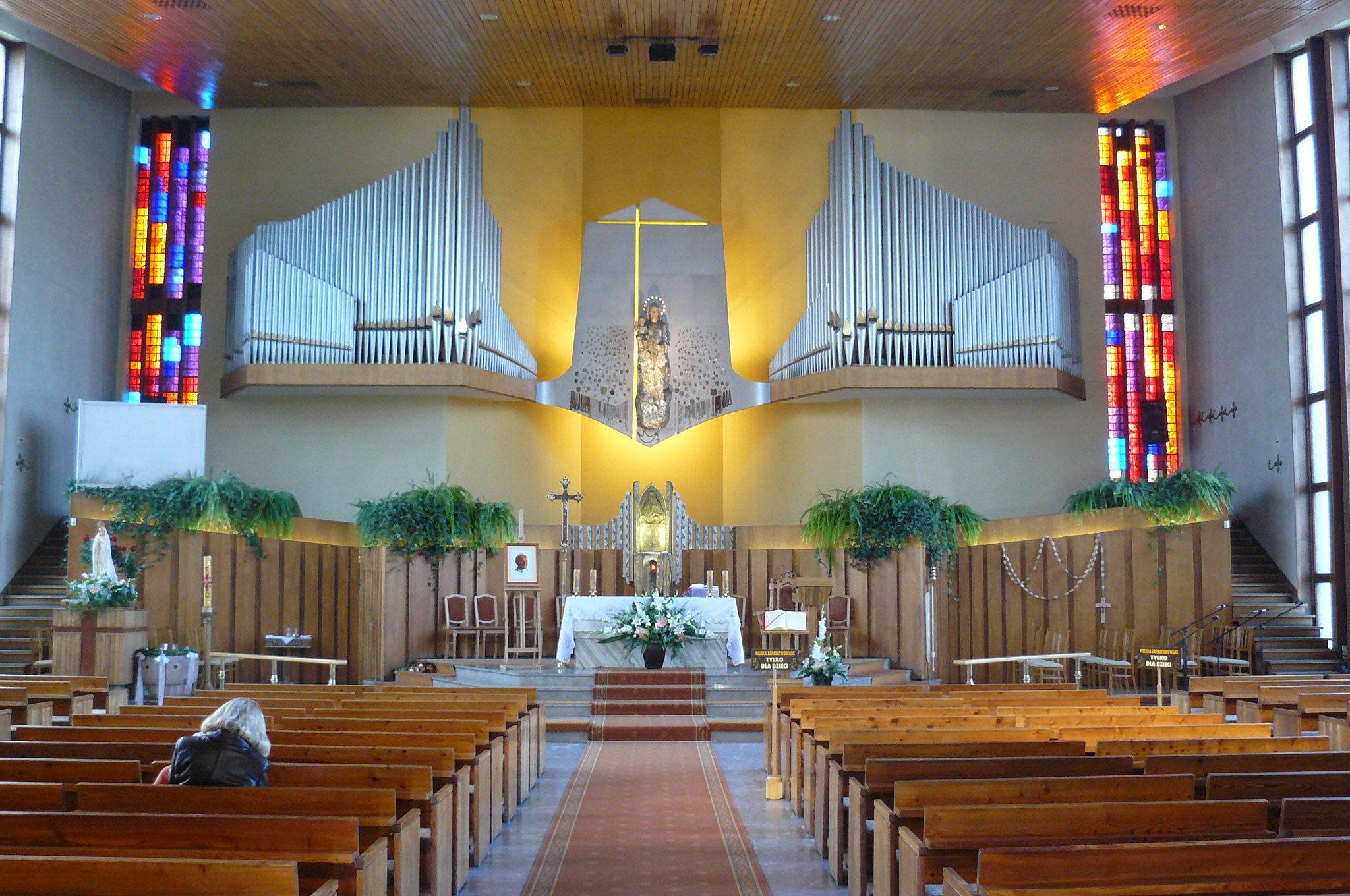
Wnętrze - ołtarz

Kościół Imienia Maryi – modernistyczny, katolicki kościół parafialny, zlokalizowany na poznańskich Krzyżownikach-Smochowicach, przy ul. Santockiej róg Sianowskiej. Parafia prowadzona przez księży Zmartwychwstańców. Od 2017 r. wielkopostny kościół stacyjny.

## Budowa i architektura
Kościół zbudowany w latach 1971-1982, według projektu Jerzego Liśniewicza. Konstruktorem był Stanisław Sapała. Dekorację rzeźbiarską zapewnił Józef Stasiński. Do budowy świątyni przyczyniły się m.in. datki parafian, a także księży Zmartwychwstańców z prowincji polskiej, amerykańskiej i kanadyjskiej.
Obiekt składa się z prostej bryły głównej i stojącej obok kampanili z umieszczoną w dolnej partii płytą z wizerunkiem Matki Boskiej Częstochowskiej. Nad wejściem do świątyni umieszczona jest sentencja - Oto Matka Twoja. Organy zabudowano w czterech niezależnych szafach organowych przyporządkowanych do czterech klawiatur ręcznych (manuałów), oraz klawiatury nożnej (pedału). Instrument posiada 51 rejestry (głosy organowe).

## Tablice
Na elewacji i wewnątrz umieszczono następujące tablice pamiątkowe:
- z wykazem wszystkich proboszczów kościoła,
- z łacińskim napisem upamiętniającym poświęcenie (1982),
- upamiętniającą dostojników i budowniczych kościoła,
- A+Ω - upamiętniająca ważniejsze wydarzenia z datami 1934 (erekcja parafii) - 1984,
- krzyż misyjny, upamiętniający misje w dniach: 
  - 14-22 lutego 1959,
  - 15-23 września 1984,
  - 3-11 września 1994,
  - 13-19 marca 1999.

Po drugiej stronie ulicy, na skwerze stał wysoki obelisk ku czci Bogdana Jańskiego (1807-1840) - założyciela zakonu Zmartwychwstańców. W 2016 podczas prac przy przebudowie i wymianie nawierzchni parkingu przed kościołem, pomnik został rozebrany.

## Dojazd
Autobusem linii 56 i 801 z Ogrodów, do przystanku Łupowska.